# Chiesa di Sant'Alessandro (Kiev)
La chiesa di Sant'Alessandro (in ucraino Костел святого Олександра?, Kostel svjatoho Oleksandra) è la concattedrale di Kiev, nella capitale dell'Ucraina. Appartiene alla diocesi di Kiev-Žytomyr e la sua costruzione venne ultimata nel 1842. È la prima chiesa cattolica della città e fu eretta prima della chiesa di San Nicola.

## Storia

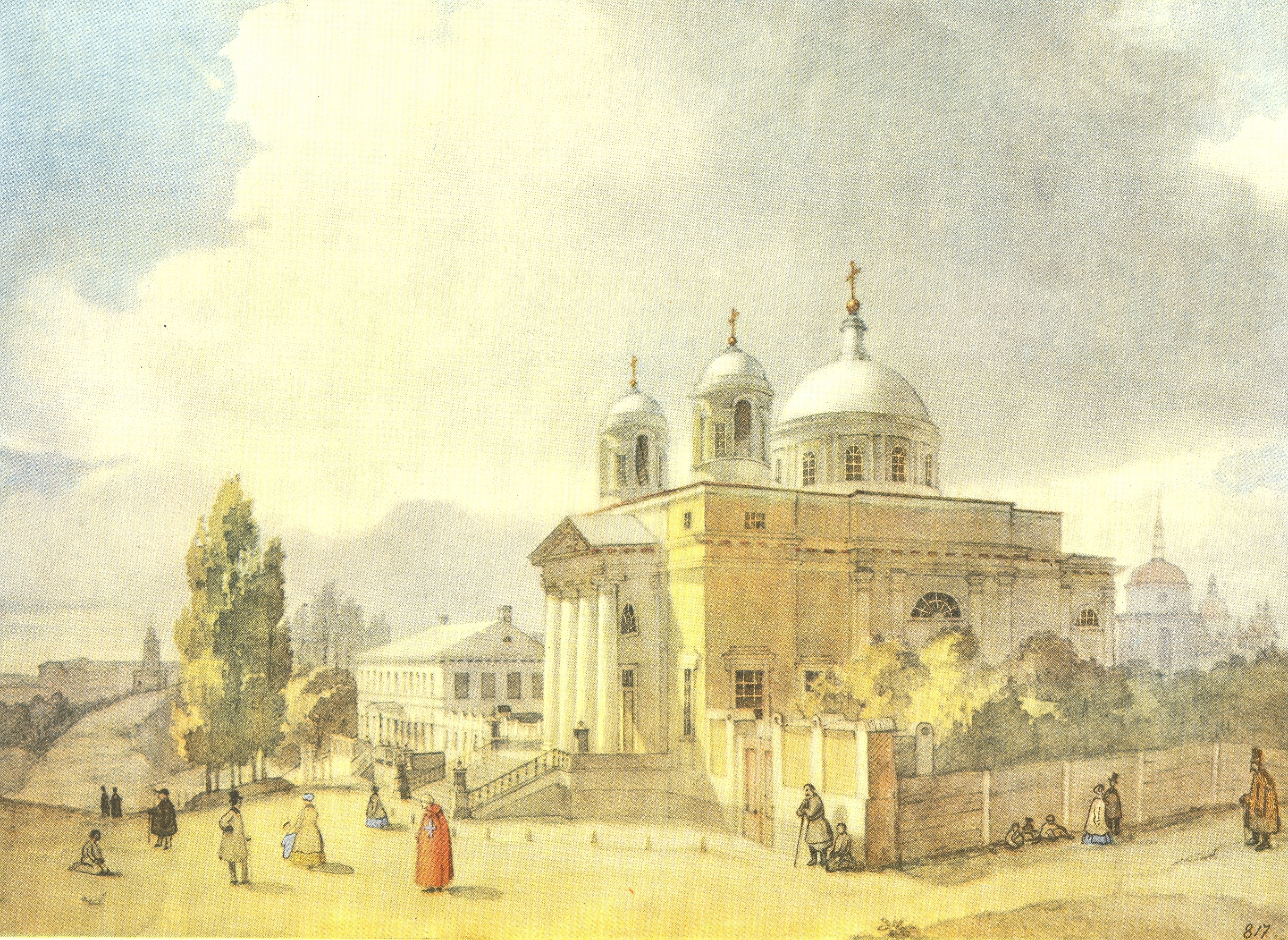
La chiesa come appariva attorno al 1850

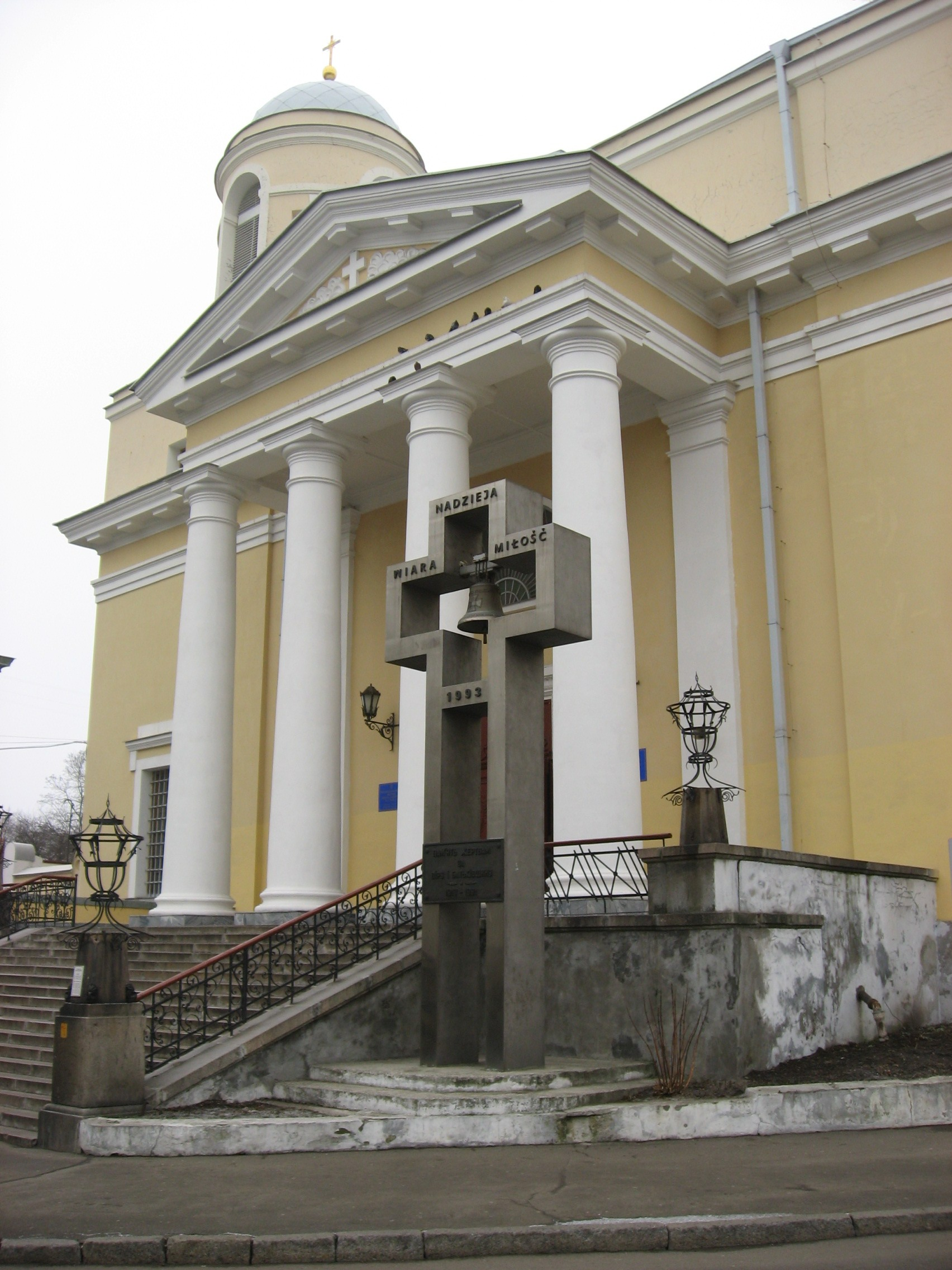
Croce in memoria alle vittime per la fede e la madrepatria

Il primo luogo di culto cattolico a Kiev, esistente all'inizio del XIX secolo, era una chiesa in legno che venne distrutta da un incendio nel 1814. I fedeli cattolici della capitale, per lo più nobili, iniziarono subito dopo a raccogliere i fondi necessari per costruire una nuova chiesa. Il conte Potocki, importante personalità locale, scrisse  all'imperatore di Russia Alessandro I chiedendo il permesso per tale costruzione e lo ottenne l'anno successivo. Il cantiere venne aperto con la posa della prima pietra nell'agosto del 1817.
I lavori procedettero a fatica a causa della posizione non ottimale scelta e della carenza di finanziamenti e quasi si interruppero. In coincidenza con la rivolta polacca del 1830-1831 i padri domenicani che seguivano la vicenda abbandonarono Kiev e fu solo nel 1835 che fu possibile ricominciare la costruzione grazie all'intervento economico di Antonij Savic'kyj, ricco proprietario terriero. Il progetto iniziale di Stanzani venne leggermente modificato da Franz Mechovyč, docente all'Università di Kiev. I lavori vennero così ultimati nel 1842.

## Descrizione
La chiesa si trova nel centro cittadino e si presenta in stile neoclassico. La facciata mostra quattro colonne doriche che reggono il grande frontone triangolare e ai lati le due ali che corrispondono alle navate laterali interne. Al centro della struttura domina la monumentale cupola a semisfera  e ai lati vi sono le tue torri campanarie cilindriche culminanti con cupole.
Davanti alla chiesa si trova la grande croce in memoria alle vittime per la fede e la madrepatria.